# 폭신한 시간
폭신한 시간(일본어: ふわふわ時間, 폭신폭신 타임)은 일본 사쿠라가오카 고등학교 경음부의 싱글로 2009년 5월 20일에 포니캐년을 통해 발매되었다. 대한민국에서는 2011년 3월 4일에 포니캐년 코리아가 인터넷 상에 음원 형식으로 공개하였다.

## 수록곡
| #  | 제목                                        | 작사            | 작곡              | 편곡              | 재생 시간 |
| -- | ------------------------------------------- | --------------- | ----------------- | ----------------- | --------- |
| 1. | 〈ふわふわ時間 (폭신한 시간)〉              | 아키야마 미오   | 마에자와 히로유키 | 마에자와 히로유키 | 3:59      |
| 2. | 〈翼をください (날개를 주세요)〉            | 야마가미 미치오 | 무라이 쿠니히코   | 햐코쿠 하지메     | 3:24      |
| 3. | 〈ふわふわ時間〉 (Instrumental)             |                 |                   |                   |           |
| 4. | 〈翼をください〉 (Instrumental)             |                 |                   |                   |           |
| 5. | 〈ふわふわ時間〉 (Instrumental "-Guitar")   |                 |                   |                   |           |
| 6. | 〈ふわふわ時間〉 (Instrumental "-Keyboard") |                 |                   |                   |           |
| 7. | 〈ふわふわ時間〉 (Instrumental "-Bass")     |                 |                   |                   |           |
| 8. | 〈ふわふわ時間〉 (Instrumental "-Drums")    |                 |                   |                   |           |

## 발매, 평가 등
- 뮤직 스테이션(테레비 아사히)에서 2009년 5월 22일부터 2주 연속으로 《Cagayake!GIRLS》, 《Don't say "lazy"》에 계속해서 톱 10위 이내에 들었다. 5월 22일 방송에서는 3위에 등극.
- 오리콘 집계 2009년 5월 21일부 데일리 차트에서 2위를 달성, 2009년 6월 1일부 주간 차트에서 초회량 3위에 등극해 《Cagayake!GIRLS》, 《Don't say "lazy"》에 이어 상위권 등극을 이어갔다..